# Ambassade d'Algérie en Tchéquie
 (janvier 2022).
L'ambassade d'Algérie en Tchéquie est la représentation diplomatique de l'Algérie en Tchéquie, qui se trouve à Prague, la capitale du pays.

## Ambassadeurs d'Algérie en Tchéquie
| Date de nomination | Date de nomination | Date de départ    | Date de départ | Ambassadeur             |
| ------------------ | ------------------ | ----------------- | -------------- | ----------------------- |
| 13 mars 1972       | [ JORADP 1 ]       | 30 juin 1978      | [ JORADP 2 ]   | Mohamed Chérif Sahli    |
| 1er juillet 1978   | [ JORADP 3 ]       | 31 août 1984      | [ JORADP 4 ]   | Noureddine Delleci      |
| 1er septembre 1984 | [ JORADP 5 ]       | 30 septembre 1989 | [ JORADP 6 ]   | Abdelhamid Latrèche     |
| 1er octobre 1989   | [ JORADP 7 ]       |                   | [ JORADP 7 ]   | Abdelmalek Nourani      |
|                    | [ JORADP 7 ]       | 15 septembre 1996 | [ JORADP 8 ]   | Salah Boulaghlem        |
| 12 octobre 2004    | [ JORADP 9 ]       | 24 mai 2006       | [ JORADP 10 ]  | Moulay Mohammed Guendil |
| 1er juin 2009      | [ JORADP 11 ]      |                   | [ JORADP 7 ]   | Belaid Hadjem           |
| 22 Juillet 2022    | ,                  |                   |                | Belkacem Zeghmati       |